# Hemipilia crassicalcarata
Hemipilia crassicalcarata là một loài thực vật có hoa trong họ Lan. Loài này được S.S.Chien mô tả khoa học đầu tiên năm 1931.